# Línea de alta velocidad La Sagra-Toledo
La línea de alta velocidad de La Sagra-Toledo es una línea perteneciente a la red ferroviaria española, de 21 kilómetros de longitud, que parte de la línea de alta velocidad Madrid-Sevilla en la bifurcación de La Sagra y llega a la ciudad capital castellanomanchega de Toledo.

## Ruta
Los trenes que actualmente recorren la línea utilizan los primeros 54 km de la línea de alta velocidad Madrid-Sevilla hasta La Sagra. Es un ramal exclusivo de 21 km de longitud.

## Características
La parte nueva de la línea fue diseñada para admitir velocidades máximas de 220 km/h, mientras que la velocidad máxima admitida por el tronco común que comparte con la LAV Madrid-Sevilla/Málaga está en 270 km/h. Tiene un ancho de vía de 1435 mm y está electrificada a 25 kV de corriente alterna.

## Servicios comerciales y trenes

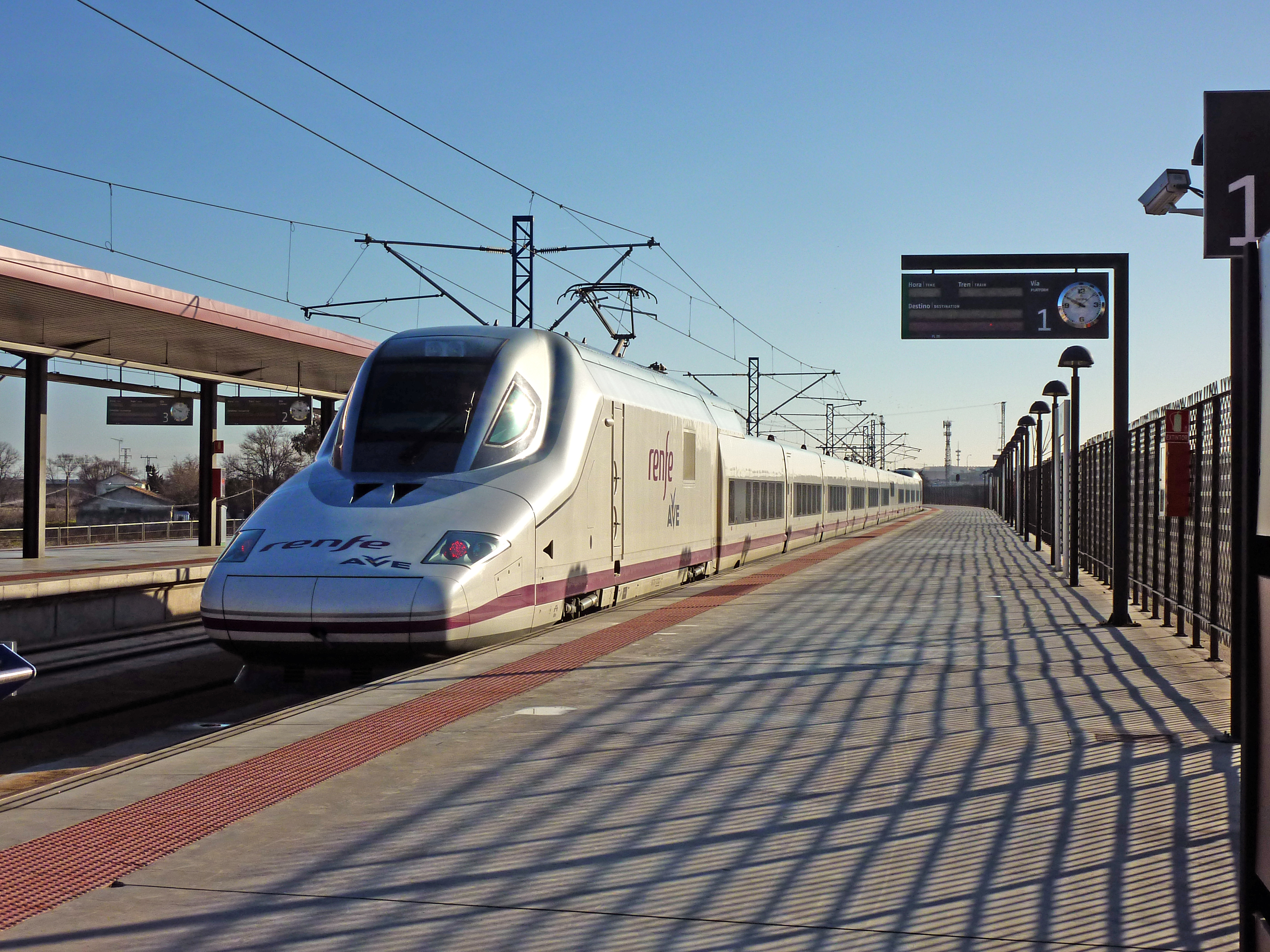
Serie 112 de Renfe, prestando un servicio AVE en Toledo, 2011.

Por esta línea circulan trenes de la  serie 104, operando el servicio comercial Renfe Avant.
Desde la apertura de la nueva  LAV Madrid-Levante en diciembre de 2010, se introdujo un servicio  AVE realizando el recorrido Toledo-Madrid- Cuenca-Albacete, siendo operado por trenes de la nueva Serie 112. Sin embargo, dicho servicio se eliminó en julio de 2011, debido a la escasa demanda que recibía. Este servicio fue recuperado el 20 de julio de 2022, esta vez con servicios Avant.

## Estación de Toledo

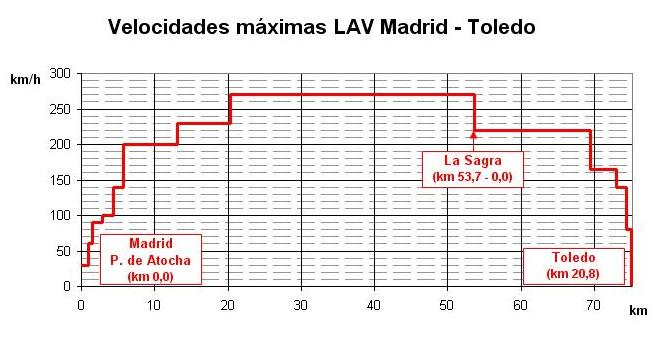
Cuadro de velocidades máximas de la línea

La llegada de una LAV a Toledo hizo evidente la necesidad de adaptar la estación a las nuevas necesidades. Todo ello se hizo rehabilitando el edificio histórico de la estación de Toledo que fue proyectado por el arquitecto Narciso Clavería en estilo neomudéjar, e inaugurado en 1919. Asimismo los clientes disponen entre otros servicios de un aparcamiento al aire libre, asfaltado e iluminado que se extiende sobre una superficie de 7500 m cuadrados y capacidad para 325 plazas.

## Obra destacada
Un viaducto de 1602 m de longitud, que salva el río Tajo y el arroyo Valdecaba, es la obra más destacada de la línea.